# 林继肯
林继肯（1930年—），男，浙江青田人，中国金融学家，曾任东北财经大学教授、博士生导师。